# Зах, Макс Вильгельм
Макс Вильгельм Зах (нем. Max Wilhelm Zach; 31 августа 1864, Львов, Австро-Венгрия — 3 февраля 1921, Сент-Луис) — американский альтист и дирижёр австрийского происхождения.

## Биография
Окончил Венскую консерваторию.
В 1886 г. приехал в США и по приглашению Вильгельма Герике поступил в Бостонский симфонический оркестр в качестве первого альта; некоторое время занимал также должность помощника дирижёра, в 1896—1902 и 1906—1907 гг. руководил программой концертов лёгкой музыки. Выступал также как ансамблист, в том числе в 1887—1897 гг. в составе струнного квартета Тимоте Адамовского.
В 1907 г. возглавил Сент-Луисский симфонический оркестр, впервые выведя этот коллектив на профессиональный уровень. Среди премьер Заха — Романтическая симфония Карло Джорджо Гарофало (1915).
Умер от заражения крови после удаления зуба.